# Ancien palais de justice de Perpignan
L'ancien palais de justice de Perpignan et palais de la Députation est un édifice de la commune de Perpignan en Pyrénées-Orientales, dans l'ancienne région du Languedoc-Roussillon.

## Histoire

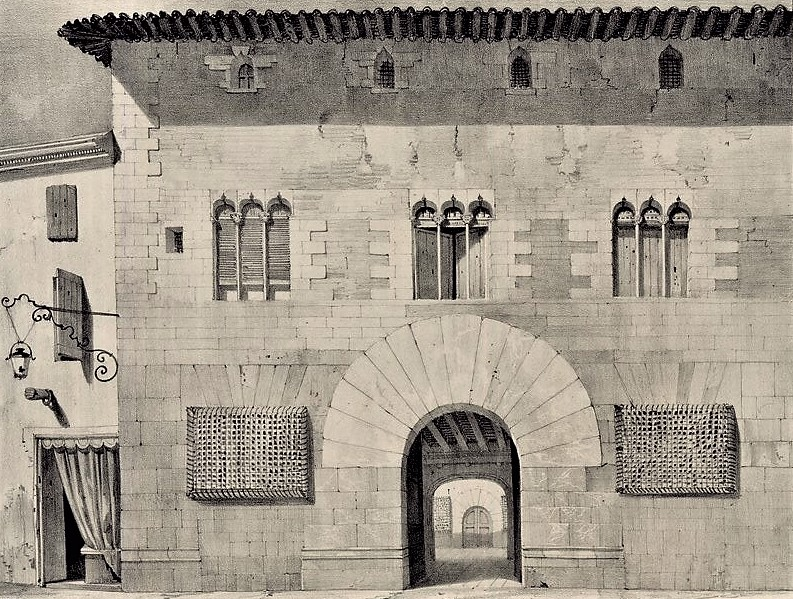
Palais de la Députation
Ancien palais de justice
Voyages pittoresques et romantiques (Justin Taylor, Charles Nodier, Alphonse de Cailleux)
Illustration d'Adrien Dauzats (1834)

Le bâtiment qui fait suite à l'hôtel de ville a été construit pour être le siège dans le comté du Roussillon de la représentation permanente de la « Diputació al General » ou « Generalitat », c'est-à-dire la représentation du pouvoir politique et administration barcelonais puis de la principauté de Catalogne qui était centralisé à Barcelone qui émanait de la Cort General de Catalunya.
Le 4 août 1447, la Généralité avait donné à l'auditeur triennal Bernard Aybri 2 200 livres barcelonaises pour acheter un terrain à Perpignan et construire le bâtiment. Les travaux int pu commencer rapidement. Le 20 mai 1450, le Généralité envoie 1 066 livres barcelonaises aux administrateurs de l'œuvre de ce bâtiment pour payer les travaux. Marc Safont (es) est alors « mestre de cases » de cet édifice. Il avait participé à la construction du palais de la généralité de Catalogne,
Le palais de la Députation a été construit sur l'ancienne place du pain, aujourd'hui place de la Loge, qui est depuis le Moyen Âge le centre actif, commercial et politique de Perpignan, avec la présence des différentes puissances locales : la Bourse des Marchands ou la Loge de mer, l’hôtel de ville et le palais de la Députation. La façade arrière s'ouvre sur la rue de la Barre.
Après le rattachement du Roussillon à la France à la suite du traité des Pyrénées, en 1659, il est occupé par le Conseil Souverain du Roussillon, puis par le tribunal de première instance jusqu'à la construction d'un nouveau palais de justice. L'édifice est alors cédé à la ville de Perpignan qui l'a été intégré à l’hôtel de ville, en 1866. 
L'ancien palais de justice, attenant à la mairie est classé au titre des monuments historiques par arrêté du 12 juillet 1886.

## Architecture

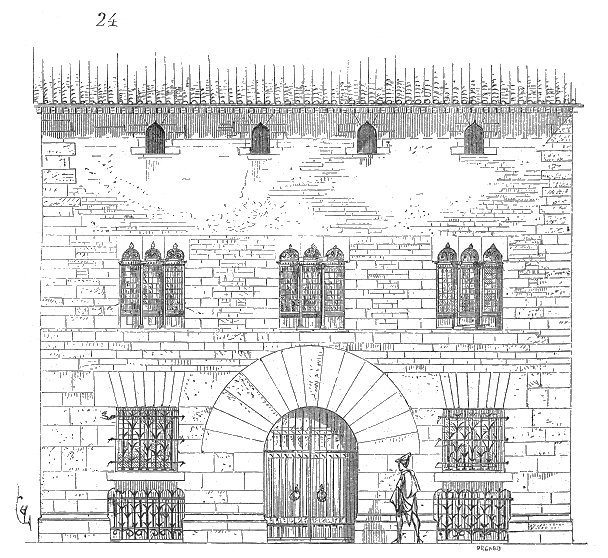
La façade du palais de la Députation
Dictionnaire raisonné de l’architecture française du, tome VI, p. 261
Eugène Viollet-le-Duc

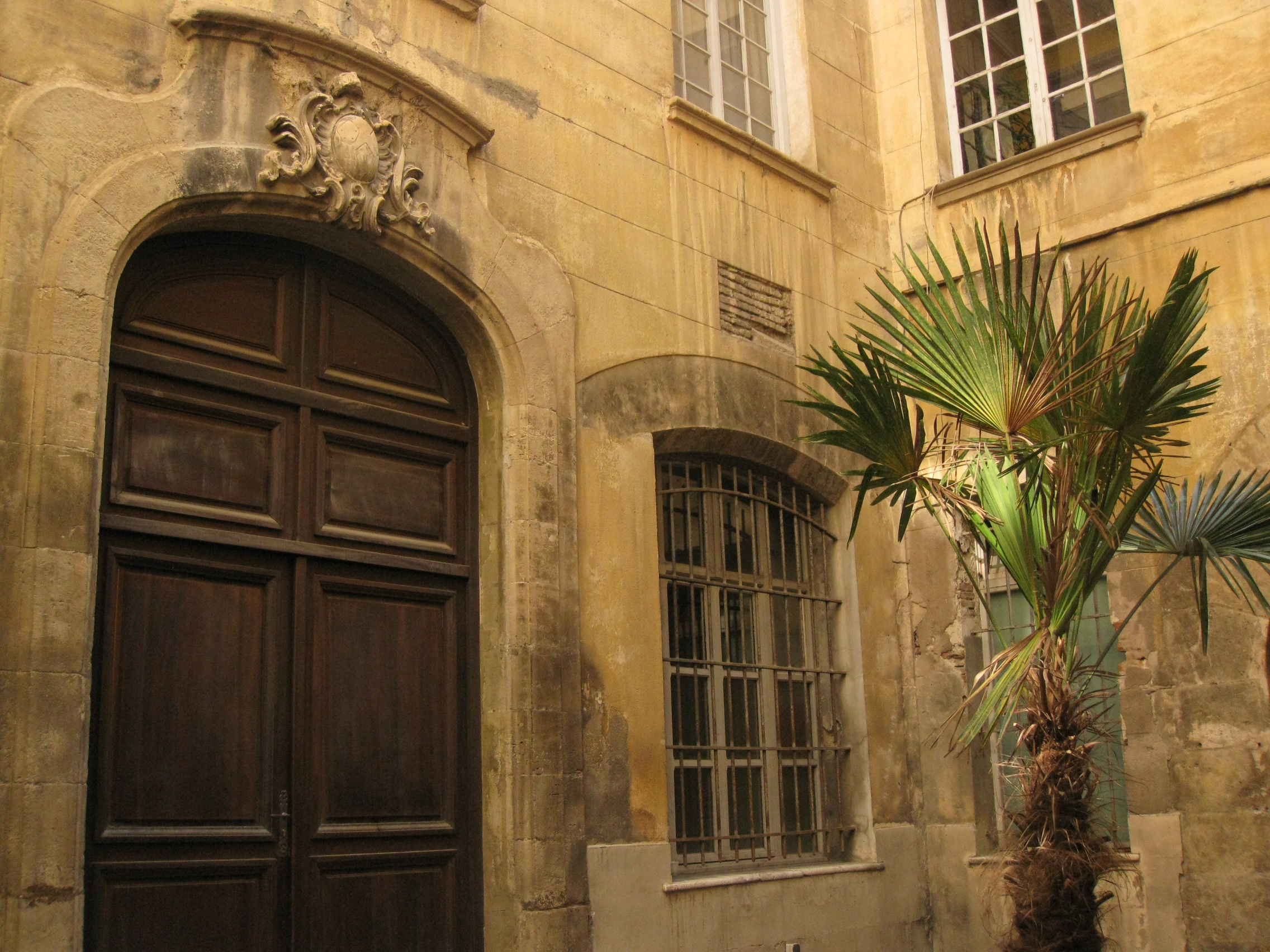
Cour de l'ancien palais de la Députation avec une porte du XVIIIe siècle

Les fenêtres trilobées de colonnes avec des chapiteaux avec des motifs de feuillage et des façades sobres et symétriques, perforées de majestueuses portes semi-circulaires, sont d'une grande pureté, dans le style gothique. Les colonnettes d'une extrême minceur  qui portent des linteaux ajourés en forme d'arc trilobés n'ont été possibles qu'en utilisant du calcaire nummulitique provenant de Monjuic, dans la province de Gérone, dans lequel on peut tailler des colonnes monolithes de plus de deux mètres de hauteur avec des diamètres inférieurs à dix centimètres et capables de reprendre des charges importantes.
Dans son premier état, le palais comprenait deux ailes sur les rues dont les façades sur les rues de la Barre et de la Loge sont identiques. Elles comportent au rez-de-chaussée un portail avec un arc en plein cintre extradossé avec de gigantesques voussoirs mesurant près de 2 mètres. L'édifice comprend actuellement quatre ailes entourant un patio. Les deux ailes supplémentaires ont été construites plus tardivement.
L'aile gauche a été transformée au XVIIIe siècle dans le style de l'architecture française avec une porte ornée d'une agrafe au centre de la façade donnant sur un escalier à volées droites en pierre, pourvu d'une rampe en fer forgé.
La cour a conservé son vieux puits à margelle en marbre.

## Source
- (ca) Cet article est partiellement ou en totalité issu de l’article de Wikipédia en catalan intitulé « Palau de la Diputació de Perpinyà » (voir la liste des auteurs).